# Federico Travaglini
Federico Travaglini (Napoli, 1814 – 1893) è stato un architetto e restauratore italiano, con un forte interesse per il medioevo.

## Biografia
Nel 1834 si formò presso l'Istituto di belle arti.
Tra il 1850 e il 1853 si occupò del restauro della chiesa di San Domenico Maggiore a Napoli. Nel 1858 gli viene affidato l’incarico del restauro della cattedrale di Troia.
Fece parte della "Commissione municipale per la conservazione dei monumenti", creata a Napoli nel 1874 con il compito di vigilare sui beni comunali (una contemporanea Commissione provinciale, che faceva riferimento alla Direzione degli scavi e musei a scala nazionale, si occupava dei beni demaniali).
Fu docente presso la Scuola di ponti e strade, influendo in tal modo su generazioni di tecnici impegnati nel restauro del patrimonio storico e artistico.

## Pensiero sul restauro
Travaglini si occupò, più che di restauro stilistico, di ripristino e abbellimento, interpretando in modo diverso le teorie di Viollet-Le-Duc. I suoi principi di restauro furono legati più a una documentazione grafica e all'idea di un probabile stravolgimento della città, piuttosto che alla conservazione dei resti.
Dagli scritti e dalle relazioni di progetto, Travaglini affermava in particolare che “il restauro degli antichi edifici, se costruiti da valenti artisti, richiede che le antiche forme, dalle ingiurie del tempo deturpate, ritornino al primitivo decoro”. 
Per i suoi progetti di restauro, Travaglini eseguiva dei rilievi dello stato di fatto, ai quale seguiva il tentativo di capire come si fossero configurati questi ruderi nel loro stato originario.
Nel caso del Tempio della Concordia a Roma, Travaglini ipotizzò una pianta con esastila di cui analizzò molte parti, riportando anche i rilievi delle mensole e di altri blocchi rinvenuti. Lo studio di questi elementi costituiva una base per il progetto di restauro, considerando importante conservare non tanto la materia quanto l’immagine ideale proveniente dai resti.
Travaglini analizzò anche le architetture di Pompei, per le quali realizzò dei rilievi in cui prestò molta attenzione all’aspetto materico e al degrado. Per il restauro della Casa del Fauno la sua proposta consisteva nell'“esaminare le reliquie e gli indizi per ricostruirei vari membri di esso, e attraverso i ruderi presenti, si può avere un’idea chiara delle intenzioni primitive dell’artefice, che ne aveva immaginato la pianta senza le costruzioni dopo eseguite.” L'intento era quello di ripristinare l’edificio selezionando, secondo gli indizi, ciò che era stato immaginato dall’artefice primitivo e ciò che erano state le aggiunte di altre epoche.
L’influenza della scuola francese si tradusse nell’eliminazione degli ornamenti barocchi, ritenuti sconvenienti e quindi non meritevoli di essere conservati. Travaglini conosceva le tesi di Viollet-Le-Duc e influì sulla formazione dei suoi studenti, battendo molto sulla necessità di graficizzare e catalogare i periodi stilistici, e lasciano spesso da parte lo stato di fatto reale delle fabbriche, tenendo conto più dello "stato originario presunto".
Dalla scuola francese Travaglini acquisì anche il gusto per l'architettura gotica, che in lui si fonde con la moda neogotica napoletana. Il suo rapporto con il revival si basò sulla convinzione che: “dal distacco definitivo tra presente e passato e sulla conseguente necessità di garantire un rapporto del contemporaneo con le varie epoche trascorse, restituendo alle loro testimonianze materiali, l’unità stilistica ritenuta originaria”. Il suo modo di progettare era attento ai modi del passato. Travaglini come Viollet delinea la fisionomia del restauro in funzione della sua concezione sulla materia, considerata quale materiale da trasformare, da ricomporre nella sua unità, cosa possibile solo se si conoscono le tecniche costruttive antiche.

### Il restauro della chiesa di San Domenico Maggiore a Napoli (1850-1853)
Le tavole contenenti le indicazioni del restauro, messe sempre in relazione con lo stato di fatto, rappresentano una ricostruzione grafica dello stato originario presunto, condotto sulla base dei resti e sulle conoscenze storiche. Il suo progetto di restauro ebbe lo scopo di sostituire forme ed ornamenti "della decadenza", con il primitivo carattere della costruzione, ossia il gotico lombardo (che in questo periodo stava ricevendo l’approvazione delle committenze in Italia, dunque è presumibile che la scelta sia stata fatta per ragioni economiche). Consegnò il lavoro dopo 24 giorni dalla commissione ricevuta.
L’intervento consisteva in 4 grandi operazioni:
- la riduzione alla maniera gotica dei finestroni rettangolari, accentuando la verticalità;
- l'adozione di ornamenti, stucchi, dorature e trattamenti a stucco lucido “dello stile del tempo”;
- lo spostamento e l’eliminazione di molti parti;
- la creazione di vetrate colorate per le aperture “gotiche”;
- l’utilizzo dello stucco lucido come finitura dettata da una moda del tempo.

Nella zona del transetto furono inseriti ornamenti "gotici" in nome dell’unità stilistica. Durante l’opera di sistematica distruzione di molti elementi più recenti, ritrovò due archi acuti nelle cappelle ai lati dell’abside, che decise, tuttavia, di eliminare per restituire l’antico aspetto gotico. Furono inoltre eliminate in tutta la struttura le aperture a tutto sesto esistenti, sostituendole con archi a ogiva mai esistiti, più bassi dei precedenti, decorati con delle modanature simili a quelle usate nella navata. L’opera, terminata nel 1853, fu apprezzata e divenne un esempio di riferimento per altre operazioni di restauro.

### Il restauro della cattedrale di Troia (1858)
L’incarico gli venne affidato dal domenicano Passerino, col preciso intento di ritornare alla originaria magnificenza. Il progetto prevedeva l’eliminazione degli altari barocchi e l’inserimento di decorazioni “originarie” e di vetrate colorate “gotiche”.
Altri restauri di sua opera furon quelli della Cattedrale S.Trofimena a Minori (1844) e della Cattedrale di Altamura, con la collaborazione di Corrado De Judicibus (1864-1871).